# ستيفن نزونزي
ستيفن نزونزي (بالفرنسية: Steven Nzonzi)‏ (المولود 15 ديسمبر 1988) لاعب كرة قدم فرنسي يلعب في مركز الوسط المدافع.

## روابط خارجية
- ستيفن نزونزي على موقع الاتحاد الدولي (مؤرشف)  (الإنجليزية)
- ستيفن نزونزي على موقع الاتحاد الأوربي (الإنجليزية)
- ستيفن نزونزي على موقع اتحاد تركيا (لاعب) (الإنجليزية)
- ستيفن نزونزي على موقع قاعدة بيانات كرة القدم.إي يو (الإنجليزية)
- ستيفن نزونزي على موقع ليكيب (الفرنسية)
- ستيفن نزونزي على موقع ناشيونال فوتبول تيمز (الإنجليزية)
- ستيفن نزونزي على موقع Soccerbase.com (لاعب) (الإنجليزية)
- ستيفن نزونزي على موقع Soccerway.com (الإنجليزية)
- ستيفن نزونزي على موقع عالم كرة القدم.نت (الإنجليزية)
- ستيفن نزونزي على موقع كووورة